# SSVg Velbert
Die SSVg Velbert 02 (offiziell: Sport- und Spielvereinigung Velbert 1902 e. V.) ist ein Sportverein aus dem niederbergischen Velbert. Die Vereinsfarben sind Blau und Weiß. Die erste Herrenmannschaft im Fußball spielt seit der Saison 2025/26 in der viertklassigen Fußball-Regionalliga West|Regionalliga West. Neben der Fußballabteilung existieren seit 1978 eine Gymnastikabteilung und seit 2008 eine Radsportabteilung.

## Geschichte
Am 23. März 1902 wurde der Velberter FC 1902 gegründet. Diesem schloss sich 1914 der BV Olympia 1906 Velbert an. Nach der Fusion mit dem TV 1864 Velbert im Jahr 1919 hieß der Verein TSV 1864 Velbert. Nach nur zwei Jahren spaltete sich der Verein wieder auf und es entstand neben dem SSV Velbert 12 und dem TV 1864 Velbert der Fußballclub Velbert 02. Dieser fusionierte am 26. September 1933 mit dem BV 1907 Velbert (gegründet am 9. Juni 1907) zum VfB 02/07 Velbert.
Der Verein spielte ab 1922 in der Ligaklasse und ab 1934 in der Bezirksliga, der seinerzeit zweithöchsten Spielklasse im deutschen Fußball. Die noch heute bestehende Sport- und Spielvereinigung Velbert 1902 e. V. entstand im August 1964 durch Fusion des VfB 1902/07 Velbert mit der SSV 1912 Velbert, die bis 1912 Fußballabteilung des TV 1864 war.

### Ligengeschichte Fußball
Die Bündelung der Kräfte trug Früchte und den Fußballherren gelang 1969 der Aufstieg in die Regionalliga West, die damals zweithöchste Spielklasse. Nach nur einer Saison erfolgte jedoch 1970 der Wiederabstieg. Wie schon von 1963 bis 1969 spielte man auch bis 1978 in der drittklassigen Amateurliga Niederrhein. Bis 1975 hatte man sich stets auf den Plätzen 3 bis 5 halten können, die letzten drei Jahre schloss man jedoch als 14., 10. und zuletzt als 12. ab. Dadurch verpasste man die Qualifikation für die durch die Zusammenlegung mehrerer Amateurligen gebildete neue Amateuroberliga Nordrhein und wurde in die Viertklassigkeit abgestuft. Diese Klasse wurde gehalten bis zum Abstieg in der Saison 1984/85, worauf aber der direkte Wiederaufstieg folgte.
In den Saisons 1989/90 und 1990/91 stieg die SSVg zweimal hintereinander ab und fand sich in der Bezirksliga wieder, aus der man aber im nächsten Jahr wieder aufstieg. In den folgenden Jahren wurden dann die Finanzen konsolidiert, wodurch die SSVg heute schuldenfrei ist und ohne Auflagen die Lizenz für die Regionalliga bekommen würde. In der Saison 1996/97 und in der darauffolgenden Saison scheiterte man knapp in der Aufstiegsrunde zur Verbandsliga. Im nächsten Jahr gelang mit 74 Punkten nach nur fünf Remis und zwei Niederlagen souverän der Aufstieg in die Verbandsliga Niederrhein.
In der Saison 1999/2000 gelang dann der Aufstieg in die Oberliga Nordrhein. Am Ende der Spielzeit 2003/04 wurde die SSVg Meister, aber in die Regionalliga Nord stieg der Tabellenzweite Fortuna Düsseldorf auf, weil Velbert nicht für die höhere Spielklasse gemeldet hatte, da man zum Ende der Hinrunde nur Fünfter war und zwölf Punkte Rückstand hatte. Seit dem Aufstieg war die SSVg nie schlechter als Rang vier platziert. In der Spielzeit 2007/08 ging es für die SSVg um die Qualifikation zur neuen viertklassigen Regionalliga West, die durch die Ligareform zur Saison 2008/09 eingeführt wurde. Dafür musste der vierte Platz erreicht werden. Am Saisonende reichte es aber nur zu Platz sechs, sodass die SSVg in der Spielzeit 2008/09 in der ebenfalls neugeschaffenen fünftklassigen NRW-Liga antrat. Bereits am 6. Oktober 2008 trat Feldhoff wieder als Trainer der SSVg zurück. Seine Nachfolge trat im November 2008 der ehemalige Profi Peter Kunkel an.
Etwa ein halbes Jahr später übernahm Marek Lesniak den Platz des erfolglos gebliebenen Kunkel als Trainer. Am 29. März 2010 trat Lesniak als Trainer zurück und Tino Reuchert übernahm „bis auf weiteres“ das Traineramt. Neuer Trainer wurde daraufhin der frühere Bundesligaprofi Frank Schulz, der zuvor den Ligakonkurrenten Westfalia Herne trainiert hatte.
In der mit Saisonschluss 2011/12 auf Verbandsbeschluss aufzulösenden NRW-Liga belegte man 2012 den vierten Platz, was zu zwei Ausscheidungsspielen um den Aufstieg in die Regionalliga West gegen den Tabellenersten der sechstklassigen Westfalenliga, den SV Lippstadt 08 berechtigte. Velbert gewann Hin- und Rückspiel mit 2:1 und machte damit den Aufstieg in die Regionalliga perfekt. In der darauffolgenden Regionalliga-Saison erreichte die Spielvereinigung mit 47 Punkten den Klassenerhalt, ehe die Mannschaft ein Jahr später als Tabellenletzter absteigen musste. 2014/15 kehrte die SSVg auf Anhieb zurück in die Regionalliga, jedoch erfolgte im darauffolgenden Spieljahr 2015/16 postwendend wieder der Abstieg in die Oberliga. Nach sieben Spielzeiten in der Oberliga gelang in der Saison 2022/23 wieder der Aufstieg in die Regionalliga West.

### Platzierungen in der Liga
Grün unterlegte Platzierungen kennzeichnen einen Aufstieg, rot unterlegte einen Abstieg. Gelb unterlegte Platzierungen zeigen Teilnahmen an Aufstiegsrunden an, die jedoch nicht zum Aufstieg führten. 
| Saison  | Level | Spielklasse              | Platz |
| ------- | ----- | ------------------------ | ----- |
| 1979/80 | IV    | Verbandsliga Niederrhein | 03.   |
| 1980/81 | IV    | Verbandsliga Niederrhein | 08.   |
| 1981/82 | IV    | Verbandsliga Niederrhein | 09.   |
| 1982/83 | IV    | Verbandsliga Niederrhein | 11.   |
| 1983/84 | IV    | Verbandsliga Niederrhein | 11.   |
| 1984/85 | IV    | Verbandsliga Niederrhein | 15.   |
| 1985/86 | V     | Landesliga Niederrhein   | 01.   |
| 1986/87 | IV    | Verbandsliga Niederrhein | 03.   |
| 1987/88 | IV    | Verbandsliga Niederrhein | 10.   |
| 1988/89 | IV    | Verbandsliga Niederrhein | 10.   |
| 1989/90 | IV    | Verbandsliga Niederrhein | 17.   |
| 1990/91 | V     | Landesliga Niederrhein   | 14.   |
| 1991/92 | VI    | Bezirksliga Niederrhein  | 01.   |
| 1992/93 | V     | Landesliga Niederrhein   | 03.   |
| 1993/94 | V     | Landesliga Niederrhein   | 10.   |
| 1994/95 | VI    | Landesliga Niederrhein   | 05.   |

| Saison  | Liga | Spielklasse              | Platz |
| ------- | ---- | ------------------------ | ----- |
| 1995/96 | VI   | Landesliga Niederrhein   | 11.   |
| 1996/97 | VI   | Landesliga Niederrhein   | 02. 1 |
| 1997/98 | VI   | Landesliga Niederrhein   | 02. 2 |
| 1998/99 | VI   | Landesliga Niederrhein   | 01.   |
| 1999/00 | V    | Verbandsliga Niederrhein | 01.   |
| 2000/01 | IV   | Oberliga Nordrhein       | 04.   |
| 2001/02 | IV   | Oberliga Nordrhein       | 04.   |
| 2002/03 | IV   | Oberliga Nordrhein       | 03.   |
| 2003/04 | IV   | Oberliga Nordrhein       | 01. 3 |
| 2004/05 | IV   | Oberliga Nordrhein       | 03.   |
| 2005/06 | IV   | Oberliga Nordrhein       | 04.   |
| 2006/07 | IV   | Oberliga Nordrhein       | 03.   |
| 2007/08 | IV   | Oberliga Nordrhein       | 06. 4 |
| 2008/09 | V    | NRW-Liga                 | 13.   |
| 2009/10 | V    | NRW-Liga                 | 12.   |
| 2010/11 | V    | NRW-Liga                 | 06.   |

| Saison  | Liga | Spielklasse          | Platz |
| ------- | ---- | -------------------- | ----- |
| 2011/12 | V    | NRW-Liga             | 04.   |
| 2012/13 | IV   | Regionalliga West    | 13.   |
| 2013/14 | IV   | Regionalliga West    | 19.   |
| 2014/15 | V    | Oberliga Niederrhein | 01.   |
| 2015/16 | IV   | Regionalliga West    | 16.   |
| 2016/17 | V    | Oberliga Niederrhein | 05.   |
| 2017/18 | V    | Oberliga Niederrhein | 08.   |
| 2018/19 | V    | Oberliga Niederrhein | 05.   |
| 2019/20 | V    | Oberliga Niederrhein | 04.   |
| 2020/21 | V    | Oberliga Niederrhein | 0– 5  |
| 2021/22 | V    | Oberliga Niederrhein | 03.   |
| 2022/23 | V    | Oberliga Niederrhein | 01.   |
| 2023/24 | IV   | Regionalliga West    | 16.   |
| 2024/25 | V    | Oberliga Niederrhein | 01.   |

### Pokalgeschichte Fußball
Der Verein gewann 2003 den Niederrheinpokal durch einen 1:0-Sieg gegen Fortuna Düsseldorf und qualifizierte sich damit für die Hauptrunde des DFB-Pokals 2003/04. Nachdem Velbert in der ersten Runde gegen den Zweitligisten 1. FSV Mainz 05 mit 5:3 nach Elfmeterschießen überraschend die Oberhand behalten hatte, schied die Mannschaft in der zweiten Runde nur knapp gegen den SSV Jahn Regensburg (1:2 nach Verlängerung) aus.
Bereits 1938 stand der Vorgängerverein SSV 1912 Velbert in der 1. Hauptrunde des damals noch Tschammer-Pokal genannten DFB-Pokals. Mit 1:3 verlor man am 28. August 1938 gegen Grün-Weiß Eschweiler.
Später ging es am 10. September 2006 in der ersten Hauptrunde gegen die SpVgg Unterhaching, nachdem man den Wuppertaler SV Borussia im ARAG-Cup-Finale 2006 an der heimischen Sonnenblume mit 1:0 besiegt hatte. Vor 3500 Zuschauern setzten sich die zwei Klassen besseren Unterhachinger klar mit 3:0 durch und zerstörten sämtliche Velberter Pokalhoffnungen.
Nebenbei ist die SSVg Velbert mit sechs Finalteilnahmen im Niederrheinpokal seit 2001 (2 Siege, vier Niederlagen) eine der erfolgreichsten Mannschaften in der Geschichte des Wettbewerbs.

## Stadion
Bis 1969 spielte man auf dem Platz Am Wasserturm. Nach dem Aufstieg in die Regionalliga West wich man für die ersten sieben Saisonspiele ins 10.000 Zuschauer fassende Stadion in Ratingen aus. Am 5. Oktober 1969 weihte der Verein das Stadion Sonnenblume mit einem Fassungsvermögen von 13.000 Zuschauern ein. Den Rekordbesuch verzeichnete man bereits nach zwei Wochen am 19. Oktober 1969 mit 12.000 Zuschauern beim Spiel gegen den Wuppertaler SV. Aus Sicherheitsgründen wurde das Fassungsvermögen zunächst auf 6.500 Personen beschränkt. Mit der Umwandlung einer Stehplatztribüne in eine überdachte Sitzplatztribüne sank das Fassungsvermögen auf 4.702 Zuschauer. Aufgrund der Sanierungsbedürftigkeit der Anlage an der Sonnenblume wurde ein neuer Standort für das Velberter Stadion geprüft. Der symbolische Spatenstich erfolgte im Juni 2019, im Oktober des gleichen Jahres war das Richtfest und bis zum Sommer 2020 sollte das Stadion fertiggestellt werden. Das erste Spiel im neuen Stadion Velbert bestritt die Sport- und Spielvereinigung gegen den Wuppertaler SV. Zum 1. Januar 2023 wurde das Stadion in IMS-Arena umbenannt.

## Persönlichkeiten
- Hans-Günter Bruns (Trainer von 2005 bis 2006 und erneut 2013, davor u. a. Spieler bei Borussia Mönchengladbach, FC Schalke 04)
- Hüzeyfe Doğan (in der Saison 2021/22 als Trainer, 2013–2018 als Spieler, davor u. a. Spieler bei MKE Ankaragücü, 1. FC Union Berlin, SC Paderborn 07)
- Eckehard Feigenspan (Deutscher Meister 1959 mit Eintracht Frankfurt und B-Nationalspieler)
- Markus Feldhoff (Spielertrainer 2008/09, vorher Profi unter anderem bei Bayer 04 Leverkusen)
- Dimitrios Grammozis (in der Jugend, als Profi unter anderem beim 1. FC Kaiserslautern, 1. FC Köln und bei Rot-Weiss Essen, ehemaliger Trainer des FC Schalke 04)
- Markus Kaya (Spieler von 2002 bis 2007 und wieder seit 2011, Profi unter anderem bei Rot-Weiß Oberhausen und Rot-Weiss Essen)
- Frank Kurth (Trainer von August bis November 2006, davor Torwart von Rot-Weiss Essen und Fortuna Düsseldorf, mit RWE Pokalfinalist 1994 gegen Werder Bremen)
- Lars Leese (Trainer von 2011 bis April 2013 und von November 2013 bis Juli 2014)
- Marek Leśniak (Trainer von 2002 bis 2005 und 2009 bis 2010, davor u. a. Spieler bei Bayer 04 Leverkusen, TSV 1860 München und Fortuna Düsseldorf)
- Werner Lungwitz (Bundesligaspieler für Preußen Münster und Fortuna Düsseldorf)
- Christian Mikolajczak (Spieler 2012, davor u. a. Spieler bei FC Schalke 04, Hannover 96, Rot Weiss Ahlen und FC Erzgebirge Aue)
- Frank Schulz (Trainer von 2010 bis 2011, davor u. a. Spieler bei Eintracht Frankfurt und Borussia Mönchengladbach)
- Benjamin Schüßler (Spieler 2012/13, Profi unter anderem bei VfL Osnabrück, SC Paderborn 07 und Rot-Weiß Oberhausen)
- Rudi Seliger (Bundesligaspieler des MSV Duisburg, Nationalspieler und Olympiateilnehmer)
- Thomas Vana (2. Liga und Bundesliga mit MSV Duisburg, mit dem MSV im DFB-Pokal 1997/98 im Finale gegen FC Bayern München)
- Jürgen Wegmann (Karriereausklang als Spieler 1996)
- David Zajas (Spieler 2009/10, davor Spieler beim VfL Bochum)

## Radsport
Neben Fußball hat innerhalb der SSVg Velbert auch der Radsport eine neue Heimat gefunden. Gut 20 ehemalige Mitglieder der RSF (Radsportfreunde) Velbert sind als eigenständige Abteilung im Verein aktiv und üben unter dem Namen der SSVg Velbert ihren – in erster Linie – Breitensport aus und veranstalten Rennen.